# St. Remigius (Eyrs)
Die Filialkirche St. Remigius liegt in der Fraktion Eyrs in der Gemeinde Laas im Südtiroler Vinschgau. Sie befindet sich etwas außerhalb des Ortskerns am Tanaser Weg.

## Vorgängerkirchen
Alte Urkunden sprechen von einer ersten Kirche in Eyrs, die den Heiligem Bartholomäus und Kastulus gewidmet war. Die Kirche wurde mitsamt dem Dorf von einer Mure zerstört, weiteres ist nicht bekannt.
Die Nachfolgekirche, die dem hl. Remigius gewidmet wurde, weil man beim Ausheben der Fundamente auf ein Bildnis von ihm gestoßen sei, ist 1416 erstmals erwähnt. Sie stand „hart am Fuße des Berges“ auf der gegenüberliegenden Seite des Tanaser Baches, was wohl auch der Grund dafür war, dass man im Winter nur sehr schwer oder überhaupt nicht zu ihr gelangen konnte. Eine Urkunde vom 19. Juli 1457 berichtet, dass der Bischof Leonhard von Chur Bittstellern aus Eyrs die Stiftung und Errichtung einer ewigen Messe und Kaplanei bestätigt, da eine geweihte Kirche mit Friedhof in Eyrs bereits vorhanden und der Besuch der Pfarrkirche Mariä Geburt in Tschengls manchmal unzumutbar sei. Einige Male wird davon berichtet, dass die Kirche bzw. die Altäre neu geweiht worden seien, was auf starke Beschädigungen oder gar Zerstörungen durch Murenabgänge schließen lässt.
Im Visitationsprotokoll von 1638 ist zu lesen, dass die Kirche drei Altäre hatte, von mittlerer Größe war und über ein hohes Gewölbe verfügte. Die Tafeln des Hochaltars zeigen die Heiligen Remigius, Sebastian und Nikolaus. Der rechte Seitenaltar galt der seligsten Jungfrau Maria, dem heiligen Petrus und dem heiligen Bartholomäus. Der linke Seitenaltar war dem hl. Nikolaus gewidmet.
Bis zum Jahre 1806 wurde der Gottesdienst noch hier abgehalten, danach wich man wegen der Beschwerlichkeit des Weges an den Werktagen in die der Familie Verklayer gehörende St.-Josefs-Kapelle aus. Zum Sonntagsgottesdienst musste dann bis 1924 wieder die Kirche in Tschengls aufgesucht werden. Da Eyrs nur eine Expositur der Pfarre Tschengls war, war der dortige Pfarrer nur verpflichtet, an gewissen Festtagen in St. Remigius die Vesper, sowie eine Heilige Messe mit Predigt zu halten. Der Frühmesser von Tschengls hatte zweimal in der Woche und an jedem 3. Sonntag im Monat die Messe zu lesen.
Im Jahre 1831 zerstörte eine Mure die Kirche so nachhaltig, dass sich die Eyrser später gezwungen sahen, das Gebäude aufzugeben. Sie wird nochmals in einem Protokoll von 1845 erwähnt, in dem festgehalten ist, dass man den Johann Parth dafür entlohnt habe, die Kirche von Geröll und Erdreich freizuräumen.

## Heutige Kirche
Die neue Kirche wurde in kurzer verhältnismäßig Zeit errichtet. Die Grundsteinlegung erfolgte 1852 und bereits am 23. September 1853 konnte sie von Fürstbischof Johannes Nepomuk Tschiderer geweiht werden. Den nur in bescheidenem Maße vorhandenen finanziellen Mitteln Rechnung tragend wurde die Kirche in einfachem Stil gebaut. So weit es möglich war, wurden das Material und die Innenausstattung der abgebrochenen Vorgängerkirche verwendet.
In den Jahren von 1983 bis 1986 wurde die Kirche unter Pfarrer Sebastian Innerhofer innen und außen restauriert und die doppelgeschossige Empore erweitert.
Das Patrozinium wird am 1. Oktober gefeiert, der eigentliche Kirchtag ist jedoch der 17. Jänner, der Tag des Heiligen Antonius Abt.
Im Jahre 1968 wurde Eyrs eine eigenständige Pfarrgemeinde. Nachdem jedoch der 1966 als Kaplan nach Eyrs gekommene Pfarrer Innerhofer in den Ruhestand getreten war, wurde die Stelle nicht mehr neu besetzt und Eyrs der Pfarrei Laas angegliedert.

### Bauwerk
Der Fassadenturm mit niedriger Pyramide und Eckaufsätzen dominiert das Kirchengebäude. Die hohen Rundbogenfenster sind mit barockem Teppichmuster aus der „Tiroler Glasmalereianstalt“ in Innsbruck versehen. Obwohl es Entwürfe dazu gab, wurde die Kirche nicht ausgemalt. Die heutigen Deckenbilder stammen aus dem Jahre 1935 und sind mit „Rob. Strasser“ signiert. Sie zeigen die Taufe von König Chlodwig durch den hl. Remigius und das Herz Jesu im Chorraum. Zu dieser Zeit wurde auch eine Innensanierung durchgeführt, bei der die Holztäfelung und die Ornamentmalerei angebracht wurden.
Die Altäre wurden aus der alten Kirche übernommen und stammen aus dem 17. Jahrhundert. Die beiden spätgotischen Figuren von St. Nikolaus und St. Remigius auf dem Hochaltar dürften aus dem Jahre 1520 stammen. Der barocke Aufbau des Hochaltars ist noch im Originalzustand erhalten, während Postament, Altartisch und der freistehende Tabernakel um 1906 von den Gebrüdern Fleischmann aus Schlanders nach einem Entwurf des Malers J. Valtingojer neu angefertigt wurden. Die im Visitationsprotokoll aufgeführten beiden Altartafeln sind nicht mehr vorhanden, ihr Verbleib ist unbekannt. Das Hochaltarblatt stellt die Anbetung der Hirten dar und steht in keinem Zusammenhang mit dem Patrozinium der Kirche. Wahrscheinlich stammt es aus einem aufgelassenen Kloster oder wurde einem anderen Sakralbau entnommen. Geschaffen wurde es zu Beginn des 18. Jahrhunderts von dem Barockmaler Ulrich Glantschnigg aus Hall in Tirol.
Das Auszugsbild des Hochaltars stellt eine seltene Szene aus der Nikolausgeschichte dar. Der Bischof bringt den Jüngling Adeodatus am Haarschopf gepackt zu dessen Vater heim. Es stammt von Florian Greiner aus Schluderns. Auch der lederne Altarvorsatz noch für die alte Kirche wurde 1780 von ihm gemalt. Er zeigt den hl. Remigius wie er einen Toten auferweckt.
Der Hochaltar wird von Skulpturen eines Schutzengels und der Unbefleckten Mutter Gottes flankiert. Beide Figuren wurden um 1850 geschaffen. Im rückwärtigen Teil des Langhauses steht eine barocke Statue des hl. Nepomuk, die aus einem Bildstock beim „Kirchwiesl“ hierhin gebracht wurde, sowie eine Josefsstatue, die der Kirche von Alfons Gamper vom Müllerhof überlassen wurde. Möglicherweise stammt sie von Christian Greiner d. Ä. aus der Zeit um 1700 und kommt aus der aufgelassenen St.-Josefs-Kapelle. Das Bild des China-Missionars Josef Freinademetz malte A. Isera 1982.

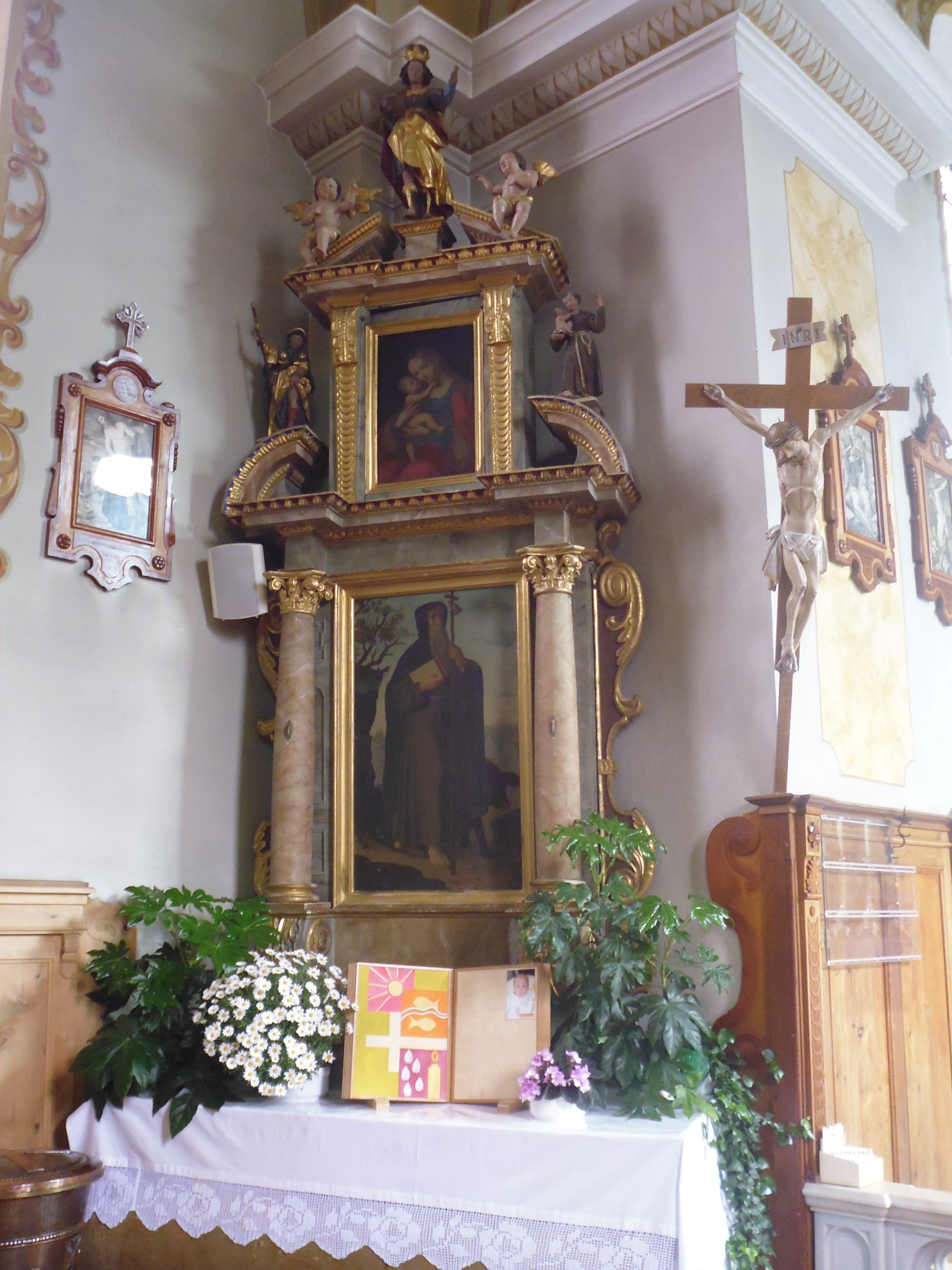
Linker Seitenaltar

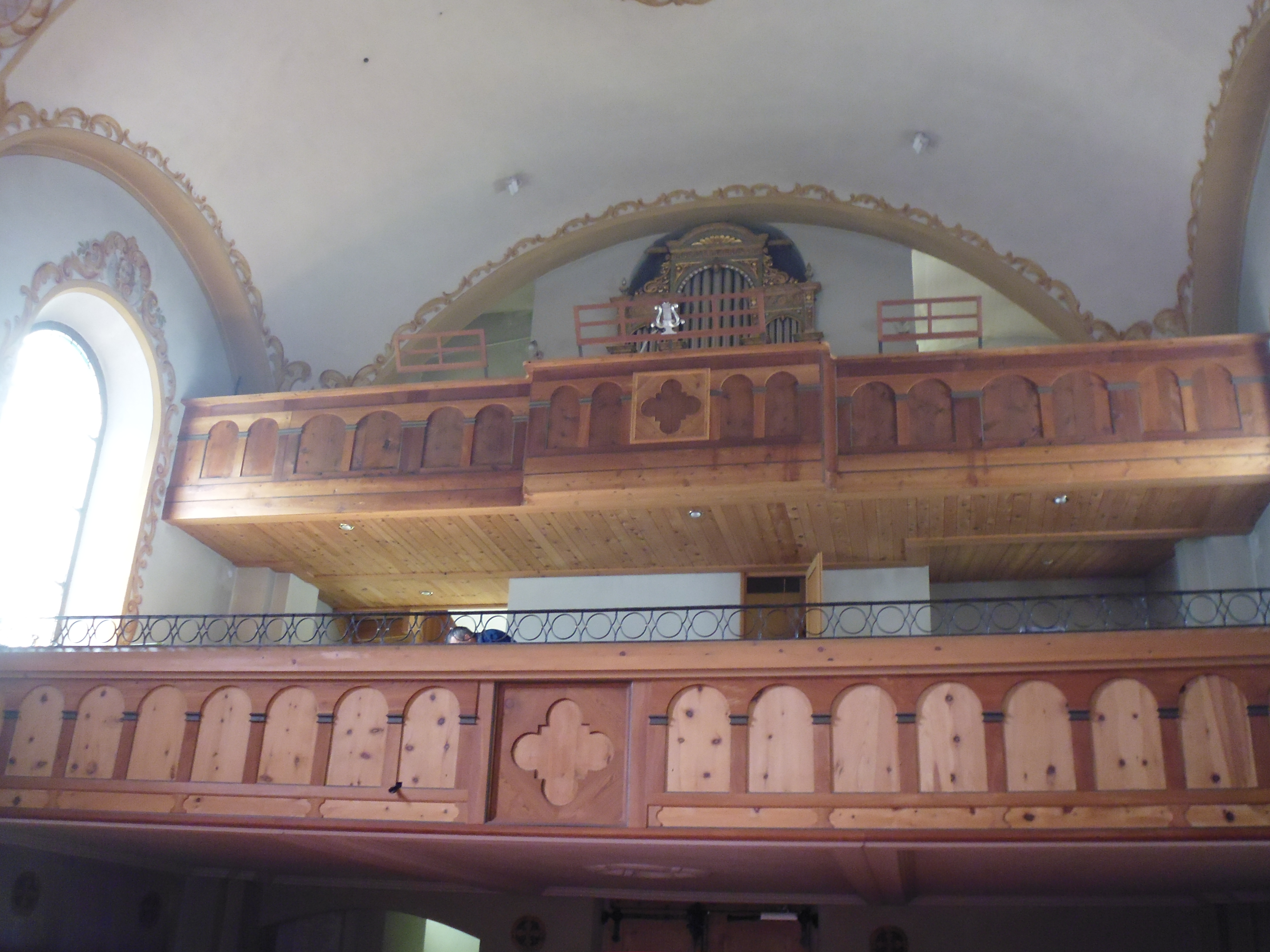
Volks- und Musikempore

Der linke Seitenaltar ist dem hl. Antonius Abt gewidmet und wurde von dem Franziskanerpater Cajus d’Andree aus Bozen 1878 gemalt. Im Auszugsbild darüber befindet sich die Kopie des Mariahilfbildes von Lucas Cranach, das in der Entstehungszeit des Altars gemalt worden sein dürfte. Auf dem linken Seitenaltar stehen die Statuetten des hl. Vitus als Giebelfigur, seitlich davon der hl. Rochus und Antonius von Padua. Der rechte Seitenaltar zeigt eine weibliche Figur (hl. Luzia ?), Johannes den Täufer und Franz von Assisi. Die Figuren stammen aus der Zeit um 1640. Über den Künstler gibt bei den Fachleuten keine Einigkeit.
Teile der Kanzel sind dem Barock zuzuordnen. Sie sind aus der alten Kirche übernommen worden. Das Gleiche gilt für einen spätgotischen Taufstein aus weißem Marmor, der heute im Friedhof steht. Er ist mit Netzgratmustern und drei symbolischen Köpfen verziert.

### Orgel
Die Orgel wurde um 1853 ebenfalls aus der alten Kirche übertragen, allerdings 1907 durch ein neues Instrument von Franz Reinisch aus Steinach am Brenner ersetzt. Im Jahr 2020 Schuf Orgelbau Linder ein neues Instrument im alten Gehäuse, wobei zwei Stimmen der Reinisch-Orgel übernommen wurden.

### Glocken
Der Turm trägt fünf Glocken.
- Die kleinste ist 1764 gegossen, zeigt Reliefs mit der Heiligen Familie, einer Kreuzesdarstellung und eines weiteren Heiligen. Wahrscheinlich kommt sie aus der aufgelassenen Josefskapelle, Sie dient heute als Sterbeglocke.
- Zwei Glocken wurden 1922 von der Firma Colbacchini in Trient gegossen.
- Weitere zwei Glocken fertigte 1988 die Firma Grassmayer in Innsbruck.
- Die älteste, von 1662, hing ursprünglich in der Vorgängerkirche und wurde von Hans Schelener aus Latsch gegossen. Sie ist mit einem Kreuz und den Namen der Evangelisten verziert. Sie wurde inzwischen abgehängt.